# Abram Pinkienzon

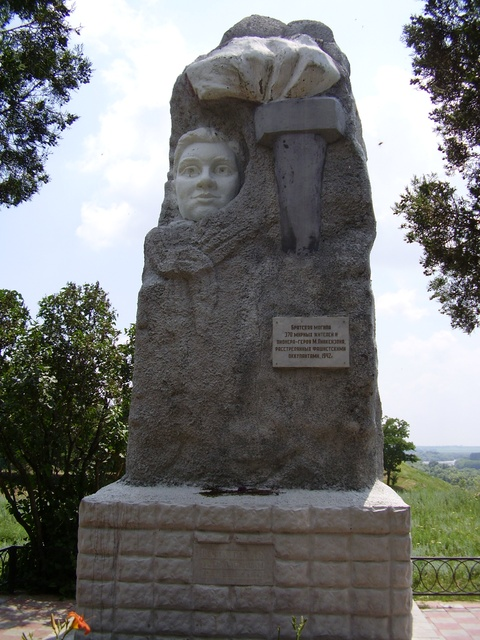
Pomnik Pinkienzona w Ust´-Łabinsk

Abram (Musia) Władimirowicz Pinkienzon (ros. Абрам (Муся) Владимирович Пинкензон; ur. 15 grudnia 1930, zm. w listopadzie 1942 w Ust´-Łabinsku) – jedenastoletni skrzypek, pionier zastrzelony przez nazistów w czasie II wojny światowej. Bohater Związku Radzieckiego. W 1971 roku na motywach jego wyczynów powstał film animowany w reżyserii Borisa Stiepancewa pt. Skrzypce pioniera.